# Olha Hołodna
Olha Anatolijiwna Hołodna (ukr. Ольга Анатоліївна Голодна; ur. 14 listopada 1991) – ukraińska lekkoatletka specjalizująca się w pchnięciu kulą.
W 2009 była dziesiąta na mistrzostwach Europy juniorów, a rok później zajęła dziewiątą lokatę podczas juniorskich mistrzostw świata. W 2013 sięgnęła po złoto młodzieżowych mistrzostw Europy w Tampere. Jedenasta zawodniczka mistrzostw Europy w Zurychu (2014). W 2016 była dziewiąta na mistrzostwach Europy w Amsterdamie.
Medalistka mistrzostw Ukrainy oraz reprezentantka kraju w meczach międzypaństwowych, drużynowych mistrzostwach Europy i pucharze Europy w rzutach.
Rekordy życiowe: stadion – 18,72 (14 czerwca 2013, Kijów); hala – 18,24 (29 stycznia 2013, Zaporoże).

## Osiągnięcia
| Rok  | Impreza                                 | Miejsce        | Lokata            | Wynik |
| ---- | --------------------------------------- | -------------- | ----------------- | ----- |
| 2009 | Mistrzostwa Europy juniorów             | Nowy Sad       | 10. miejsce       | 14,35 |
| 2010 | Mistrzostwa świata juniorów             | Moncton        | 9. miejsce        | 15,17 |
| 2011 | Zimowy puchar Europy w rzutach          | Sofia          | 10. miejsce       | 16,20 |
| 2011 | Superliga drużynowych mistrzostw Europy | Sztokholm      | 9. miejsce        | 15,60 |
| 2012 | Zimowy puchar Europy w rzutach          | Bar            | 2. miejsce U23    | 17,32 |
| 2013 | Młodzieżowe mistrzostwa Europy          | Tampere        | 1. miejsce        | 18,11 |
| 2014 | Mistrzostwa Europy                      | Zurych         | 11. miejsce       | 17,08 |
| 2016 | Mistrzostwa Europy                      | Amsterdam      | 9. miejsce        | 17,65 |
| 2016 | Igrzyska olimpijskie                    | Rio de Janeiro | el. – 27. miejsce | 16,83 |
| 2017 | Halowe mistrzostwa Europy               | Belgrad        | el. – 19. miejsce | 16,06 |
| 2017 | Puchar Europy w rzutach                 | Las Palmas     | 11. miejsce       | 16,34 |
| 2018 | Puchar Europy w rzutach                 | Leiria         | 6. miejsce        | 16,82 |
| 2018 | Mistrzostwa Europy                      | Berlin         | el. – 16. miejsce | 16,69 |
| 2019 | Halowe mistrzostwa Europy               | Glasgow        | el. – 13. miejsce | 16,91 |
| 2019 | Puchar Europy w rzutach                 | Šamorín        | 8. miejsce        | 16,85 |
| 2019 | Superliga drużynowych mistrzostw Europy | Bydgoszcz      | 5. miejsce        | 17,18 |
| 2021 | Igrzyska olimpijskie                    | Tokio          | el. – 26. miejsce | 17,15 |
| 2025 | Puchar Europy w rzutach                 | Nikozja        | 6. miejsce        | 17,20 |
| 2025 | I dywizja drużynowych mistrzostw Europy | Madryt         | 9. miejsce        | 16,67 |